# Йоанн Лемуан
Йоа́нн Лемуан (фр. Yoann Lemoine, нар. 16 березня 1983, Ліон, Франція) — французький режисер, дизайнер і музикант. Більш відомий під творчим псевдонімом Woodkid. Автор відеокліпів для таких виконавців, як Кеті Перрі, Тейлор Свіфт, Лана Дель Рей та інших. Живе в Парижі та Нью-Йорку, працює режисером в ЗМІ, також займається живописом, шовкографією, скульптурою, в'язанням, голограмами, фотографією.

## Біографія

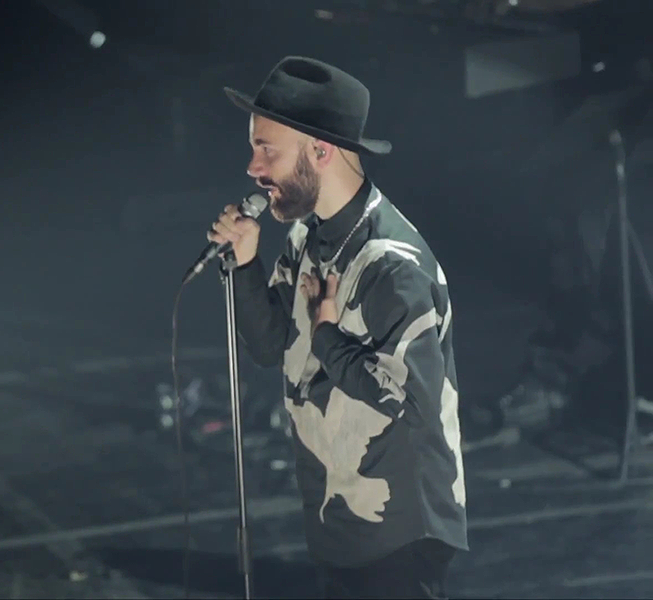
Виступ Woodkid, 2012 рік

Йоанн Лемуан народився в місті Ліон, Франція. Його мати польсько-єврейського походження. Вивчав ілюстрацію та анімацію в Emile Cohl School, яку закінчив з відзнакою. Потім поїхав у Лондон, де вивчав шовкографію в коледжі Swindon College. Повернувшись в Париж, деякий час працював у графічній компанії H5, потім приєднався до команди режисера Люка Бессона і працював над його проектом «Артур і Мініпути».
На творчий шлях юнака направив його батько, а своїми вчителями Лемуан називає Віма Вендерса, Еліа Казана, Мішеля Гондрі, Терренса Маллика. Серед його режисерських робіт є кліпи для Тейлор Свіфт, Кеті Перрі, Mystery Jets, Moby, а також короткометражні фільми та рекламні ролики.
Свій дебютний сингл «Iron» він випустив у березні 2011 року. Через якийсь час компанія Ubisoft використала його пісню в трейлері до популярної комп'ютерної гри Assassin's Creed: Revelations.
В травні 2012 Йоанн випустив другий сингл «Run Boy Run» який Techland використали для трейлера популярної комп'ютерної гри Dying Light, а пізніше, 18 березня 2013 року, вийшов його дебютний альбом «The Golden Age».

## Особисте життя
Йоанн Лемуан відкритий гей.

## Дискографія

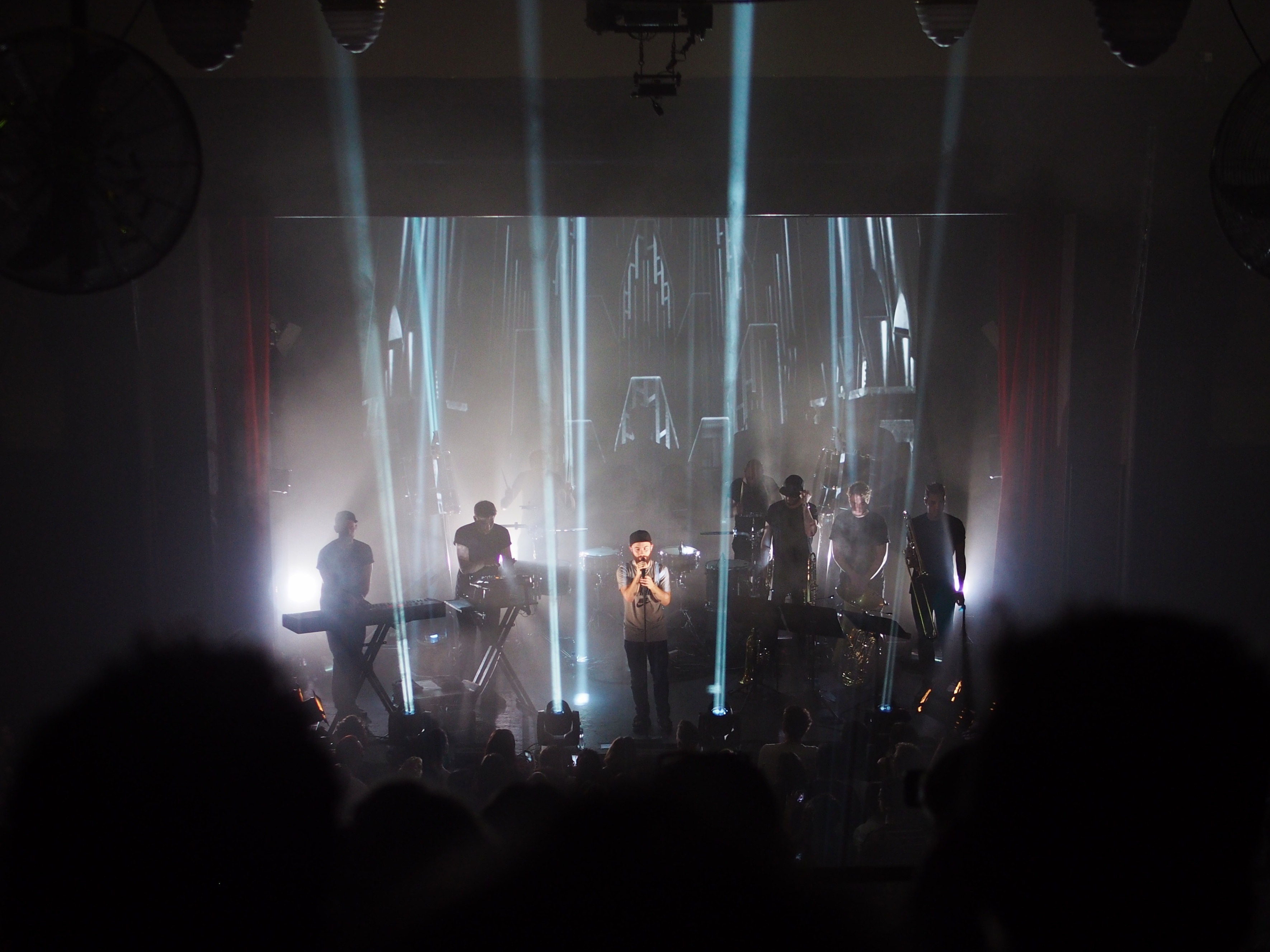
Виступ Woodkid в Цюриху. 2013 рік

### EP
- Iron (2011)
- Run Boy Run — Remixes (2012)

### Сингли
- Iron (2011)
- Run Boy Run (2012)
- I Love You (2013)
- The Golden Age (2013)
- «Goliath» (2020)

### Кліпи
- «Iron» (2011)
- «Run Boy Run» (2012)
- «I Love You» (2013)
- «Goliath» (2020)

## Зрежисовані кліпи
| Рік  | Виконавець    | Пісня               |
| ---- | ------------- | ------------------- |
| 2008 | Yelle         | «Ce Jeu»            |
| 2009 | Moby          | «Mistake»           |
| 2010 | Кеті Перрі    | «Teenage Dream»     |
| 2011 | Тейлор Свіфт  | «Back to December»  |
| 2011 | The Shoes     | «Wastin Time»       |
| 2011 | Лана Дель Рей | «Born to Die»       |
| 2012 | Дрейк, Ріанна | «Take Care»         |
| 2012 | Лана Дель Рей | «Blue Jeans»        |
| 2017 | Гаррі Стайлс  | «Sign of the Times» |